# Nachal Halmut
Nachal Halmut (hebrejsky נחל הלמות) je vádí v jižním Izraeli, v severní části Negevské pouště.
Začíná v nadmořské výšce okolo 200 metrů jihovýchodně od města Ofakim, v mírně zvlněné bezlesé pouštní krajině. Vede pak k severozápadu, přičemž vstupuje do krajiny, která díky soustavnému zavlažování ztratila převážně svůj pouštní charakter. Zde pak v lokalitě Be'er Halmut (באר הלמות) ústí zleva do vádí Nachal Patiš.